# Myotis nipalensis
Myotis nipalensis (Dobson, 1871) è un pipistrello della famiglia dei Vespertilionidi diffuso nell'Asia centrale.

## Descrizione

### Dimensioni
Pipistrello di piccole dimensioni, con la lunghezza della testa e del corpo tra 38 e 47 mm, la lunghezza dell'avambraccio tra 32 e 37 mm, la lunghezza della coda tra 32 e 40 mm, la lunghezza del piede tra 7 e 8 mm e la lunghezza delle orecchie tra 12 e 14 mm.

### Aspetto
La pelliccia è lunga e densa. Le parti dorsali variano dal marrone al marrone chiaro, con la base dei peli scura e le punte giallo-rossastre, mentre le parti ventrali sono biancastre, con la linea di demarcazione sul collo netta. Il muso è marrone scuro e stretto, con delle piccole protuberanze ghiandolari tra gli occhi e le narici. Le orecchie sono marroni scure, relativamente corte, strette ed appuntite, profondamente incavate sotto la punta. Il trago è lungo, stretto, appuntito e leggermente curvato in avanti, con un piccolo lobo alla base esterna. Le ali sono attaccate posteriormente alla base delle dita dei piedi, i quali sono grandi, con le dita che occupano i due terzi della loro lunghezza. La coda è lunga ed inclusa completamente nell'ampio uropatagio. La scatola cranica è rotonda mentre il rostro è sottile.

## Biologia

### Comportamento
In estate si rifugia tra le fessure degli edifici, tra le rocce e all'interno di grotte e miniere abbandonate, mentre in inverno preferisce ambienti sotterranei. L'attività predatoria inizia dopo il tramonto. Il volo è rapido e manovrato. Probabilmente è una specie non migratoria, sebbene popolazioni continuamente disturbate possano cambiare i ricoveri abituali.

### Alimentazione
Si nutre di insetti, particolarmente di lepidotteri.

### Riproduzione
Le femmine danno alla luce un piccolo all'anno.

## Distribuzione e habitat
Questa specie è diffusa nell'Asia centrale, dalla Turchia nord-orientale, attraverso il Turkestan e la parte settentrionale del Subcontinente indiano, fino alle province cinesi centrali del Gansu e Qinghai.
Vive in ambienti montani e aridi, inclusi vari tipi di foreste, boscaglie, praterie e deserti.

## Tassonomia
Sono state riconosciute 3 sottospecie:
- M.n.nipalensis: Pakistan settentrionale, stati indiani dell'Himachal Pradesh, Jammu e Kashmir, Meghalaya, West Bengal; Nepal, Bhutan, Province cinesi del Gansu e del Qinghai;
- M.n.przewalskii (Bobrinskii, 1926): Provincia cinese dello Xinjiang;
- M.n.transcaspicus (Ognev & Heptner, 1928): Kazakistan meridionale e sud-occidentale, Uzbekistan, Tagikistan, Turkmenistan, Kirghizistan, Afghanistan centrale e settentrionale, Iran settentrionale e nord-occidentale, Azerbaigian, Armenia, Georgia meridionale, Turchia nord-orientale.

## Conservazione
La IUCN Red List, considerato il vasto areale e la popolazione presumibilmente numerosa, classifica M.nipalensis come specie a rischio minimo (Least Concern)).